# الهاشمیه (حماة)
الهاشمیه (حماه) (به عربی: الهاشمیة) یک منطقهٔ مسکونی در سوریه است که در استان حما واقع شده‌است.

## خصوصیات
الهاشمیه  ۱۰۲ نفر جمعیت دارد.